# 真衣ひなの
真衣 ひなの（まい ひなの、1992年3月3日 - ）は、日本の女優。元宝塚歌劇団星組の娘役。
滋賀県草津市、市立草津中学校出身。身長163cm。血液型O型。愛称は「ひなモン」、「まほっほー」、「ぐろっしー」。
所属事務所はPARASOL。

## 来歴
2007年、宝塚音楽学校入学。
2009年、宝塚歌劇団に95期生として入団。入団時の成績は39番。宙組公演「薔薇に降る雨／Amour それは…」で初舞台。その後、星組に配属。
2016年6月19日、「こうもり／THE ENTERTAINER!」東京公演千秋楽をもって、宝塚歌劇団を退団。
退団後は女優・司会・イラストレーターの他、「こころの発達アテンダント」認定講師資格を取得するなど、多岐に渡る分野で活動している。

## 宝塚歌劇団時代の主な舞台

### 初舞台
- 2009年4 - 5月、宙組『薔薇に降る雨』『Amour それは…』（宝塚大劇場のみ）

### 星組時代
- 2009年6 - 9月、『太王四神記 Ver.II』
- 2010年1 - 3月、『ハプスブルクの宝剣』『BOLERO』
- 2010年10 - 12月、『宝塚花の踊り絵巻』『愛と青春の旅だち』
- 2011年4 - 7月、『ノバ・ボサ・ノバ』『めぐり会いは再び』
- 2011年8 - 9月、『ノバ・ボサ・ノバ』『めぐり会いは再び』（博多座・中日劇場）
- 2011年11 - 2012年2月、『オーシャンズ11』
- 2012年5 - 8月、『ダンサ セレナータ』 - 新人公演：パトリシア（本役：音波みのり）『Celebrity』
- 2012年9月、『ジャン・ルイ・ファージョン-王妃の調香師-』（バウホール・日本青年館） - 王女マリー・テレーズ
- 2012年11 - 2013年2月、『宝塚ジャポニズム〜序破急〜』『めぐり会いは再び 2nd〜Star Bride〜』『Étoile de TAKARAZUKA（エトワール ド タカラヅカ）』
- 2013年3 - 4月、『宝塚ジャポニズム〜序破急〜』『怪盗楚留香（そりゅうこう）外伝-花盗人（はなぬすびと）-』『Étoile de TAKARAZUKA（エトワール ド タカラヅカ）』（中日劇場・台北国家戯劇院）
- 2013年5 - 8月、『ロミオとジュリエット』
- 2014年1 - 3月、『眠らない男・ナポレオン-愛と栄光の涯（はて）に-』
- 2014年5 - 6月、『かもめ』（バウホール） - 召使い
- 2014年7 - 10月、『The Lost Glory -美しき幻影-』 - 新人公演：ヴォーグ誌の女記者（本役：愛水せれ奈）『パッショネイト宝塚!』
- 2014年11 - 12月、『風と共に去りぬ』（全国ツアー） - マリリン
- 2015年2 - 5月、『黒豹（くろひょう）の如（ごと）く』 - サラ、新人公演：モントーヤ夫人（本役：白妙なつ）『Dear DIAMOND!!』
- 2015年6 - 7月、『大海賊』 - ネリー『Amour それは…』（全国ツアー）
- 2015年8 - 11月、『ガイズ&ドールズ』 - 新人公演：ホット・ドールズ（本役：愛水せれ奈）／母親（本役：毬愛まゆ）
- 2016年1月、『LOVE & DREAM』（東京国際フォーラム・梅田芸術劇場）
- 2016年3 - 6月、『こうもり』『THE ENTERTAINER!』 退団公演[3]

### 出演イベント
- 2011年1 - 2月、『DREAM TRAIL〜宝塚伝説〜』（外部出演）
- 2011年12月、タカラヅカスペシャル2011『明日に架ける夢』（コーラス）

## 宝塚歌劇団退団後の主な活動

### 舞台
- 2017年2月『REVUE OF THE DREAM』
- 2017年3月『SPRING JUBILEE』
- 2017年3月『居酒屋「夢の郷」殺人事件2017春〜阿藤快は死なず〜勝者の書いた歴史は真実か？』主演：明智小衣役
- 2017年9月『まじかるすいーとプリズム・ナナ』マリエトワ役
- 2017年11月『いつかまた逢える2017秋物語〜熱い想いをこめて〜』主演：明智小衣役
- 2017年12月『いつかまた逢える2017〜一夜限りの冬物語〜』主演：明智小衣役
- 2019年4月『ファミ☆レス〜幸福のレシピを求めて〜』
- 2022年6 - 7月、『あした天使になあれ2022』（俳優座劇場） - 田島亜矢子[6]

## 受賞歴
- 2011年、『宝塚歌劇団年度賞』 - 2010年度レッスン奨励賞[7]